# Werner Forssmann
Werner Forssmann, född den 29 augusti 1904 i Berlin, Tyskland, död den 1 juni 1979 i Schopfheim, var en tysk läkare och nobelpristagare. Han utförde en pionjärinsats inom hjärtkatetiseringen (en metod att föra in smala, böjliga rör, katetrar, i hjärtat för att mäta till exempel trycket). För detta erhöll han, tillsammans med André Cournand och Dickinson W. Richards, 1956 Nobelpriset i fysiologi eller medicin.

## Biografi
Efter examen från Askanisches Gymnasium började Forssmann på Universitetet i Berlin för att studera medicin och tog en statlig examen 1929.
Han antog att en kateter kunde sättas in direkt i hjärtat, för sådana ändamål som att direktdosera medicin, injicera radiokontrastfärg eller mäta blodtrycket. Rädslan då var att ett sådant intrång i hjärtat skulle vara dödligt. För att bevisa sin tes bestämde han sig för att prova experimentet på sig själv.
År 1929, när han arbetade i Eberswalde, utförde han den första hjärtkateteriseringen på en människa. Han ignorerade sin avdelningschef och övertalade operationssköterskan som ansvarade för den sterila utrustningen, Gerda Ditzen, att hjälpa honom. Hon gick med på det, men bara efter löftet att han skulle göra det på henne istället för på sig själv. Forssmann lurade henne dock genom att hålla fast henne vid operationsbordet och låtsas bedöva och skära henne i armen medan han faktiskt gjorde det på sig själv. Han bedövade sin egen underarm i den kubitala regionen och satte in en urinkateter i sin antikubitala ven och trädde in den delvis innan han släppte Ditzen (som då insett att katetern inte var i hennes arm) och sa åt henne att ringa röntgenavdelningen. De gick till röntgenavdelningen på våningen under där han under uppsyn av ett fluoroskop trädde katetern hela 60 cm in i sitt högra ventrikulära kärl. Detta dokumenterades sedan på röntgenfilm som visar att katetern som låg i hans högra atrium.
Överläkaren på Eberswalde noterade, även om han från början var mycket irriterad, Forssmanns upptäckt när röntgenbilderna visades och tillät honom att utföra en annan kateterisering på en dödligt sjuk kvinna vars tillstånd förbättrades efter att ha fått medicin på detta sätt. En obetald plats skapades för Forssmann på Berliner Charité Hospital, som arbetade under Ferdinand Sauerbruch. Men även om denne sett Forssmanns papper, blev han avskedad för att ha fortsatt utan godkännande. Hans kirurgiska färdigheter noterades dock och han rekommenderades till ett annat sjukhus där han arbetade ett tag innan han 1933 lämnade detta efter att ha gift sig med doktor Elsbet Engel, en specialist i urologi. Han hade emellertid svårt att få jobb på grund av sitt rykte så han slutade med kardiologi och började med urologi. Han fortsatte sedan att studera urologi under handledning av Karl Heusch på Rudolf Virchow Hospital i Berlin. Senare utsågs han till chef för kirurgkliniken vid både stadssjukhuset i Dresden-Friedrichstadt och Robert Koch-sjukhuset i Berlin.
Åren 1932 till 1945 var Forssmann medlem i nazistpartiet. I början av andra världskriget blev han läkare. Under sin tjänst befordrades han till major innan han tillfångatogs och sattes i ett krigsfångläger. Efter att han släppts fri 1945 arbetade han som skogshuggare och sedan som landläkare i Schwarzwald med sin hustru. År 1950 började han praktisera som urolog i Bad Kreuznach.

## Utmärkelser och hedersbetygelser
Under sin tid i fängelse lästes Forssmann en uppsats av André Frédéric Cournand och Dickinson W. Richards. Dessa utvecklade ett sätt att tillämpa hans teknik på hjärtsjukdomsdiagnostik och forskning. År 1954 fick han Leibniz-medaljen av den tyska vetenskapsakademin för sin teknik och 1956 tilldelades Cournand, Richards och Forssmann Nobelpriset i fysiologi eller medicin.
Efter att ha tilldelats Nobelpriset fick han tjänsten som hedersprofessor i kirurgi och urologi vid Universitetet i Mainz. År 1961 blev han hedersprofessor vid National University of Córdoba och 1962 blev han ledamot av styrelsen för German Society of Surgery. Han blev också medlem i American College of Chest Physicians, hedersmedlem i Svenska Kardiologiföreningen, Tyska urologiska sällskapet och Tyska barnskyddsförbundet.